# Ræv (Det Gyldne Kompas)
En ræv er en fiktivt dyr i Philip Pullmans trilogi om Det gyldne kompas. Rævene er talende polarræve, mens deres ordforråd er meget lille. Klippegaster ynder at spise rævene. 